# فلاديمير إيفانوفيتش ماركوف
فلاديمير إيفانوفيتش ماركوف (Vladimir Ivanovitš Markov؛ هامينا، 26 يوليو 1859 - سانت بطرسبرغ، أغسطس 1919] ) جنرال فنلندي شغل منصب نائب رئيس الشعبة الاقتصادية (رئيس الوزراء) في مجلس الشيوخ الفنلندي 1909-1913 و هو آخر من شغل منصب وزير أمانة الدولة الفنلندي في سانت بطرسبرغ من 1913 إلى 1917.